# Norra Ären
Norra Ären är en sjö i Vingåkers kommun och Örebro kommun i Södermanland och ingår i Nyköpingsåns huvudavrinningsområde. Sjön har en area på 0,121 kvadratkilometer och ligger 78,1 meter över havet.

## Delavrinningsområde
Norra Ären ingår i det delavrinningsområde (654903-150053) som SMHI kallar för Mynnar i Nyköpingsån. Medelhöjden är 70 meter över havet och ytan är 77,61 kvadratkilometer. Det finns inga avrinningsområden uppströms utan avrinningsområdet är högsta punkten. Gammalån som avvattnar avrinningsområdet har biflödesordning 2, vilket innebär att vattnet flödar genom totalt 2 vattendrag innan det når havet efter 93 kilometer. Avrinningsområdet består mestadels av skog (54 procent) och jordbruk (28 procent). Avrinningsområdet har 0,35 kvadratkilometer vattenytor vilket ger det en sjöprocent på 0,4 procent.